# Secretaría General para el Reto Demográfico
La Secretaría General para el Reto Demográfico (SGRD) de España es el órgano directivo del Ministerio para la Transición Ecológica y el Reto Demográfico al que le corresponde el impulso y la coordinación de las competencias atribuidas al Departamento referentes al reto demográfico, esto es, principalmente, dar respuesta a la problemática del progresivo envejecimiento poblacional, del despoblamiento territorial y de los efectos de la población flotante.

## Historia
La Secretaría General nace por Real Decreto de 28 de enero de 2020, a raíz de la integración de las competencias sobre demografía y sus problemas en el Ministerio para la Transición Ecológica. Al mismo tiempo se suprimió el Comisionado del Gobierno frente al Reto Demográfico, órgano creado en 2017 que no había conseguido cumplir con los objetivos para los que había sido creado.
Para el ejercicio de sus funciones, la Secretaría General fue dotada de un órgano directivo, la Dirección General de Políticas contra la Despoblación, y un Gabinete Técnico para asistir al secretario general. En 2022, el presupuesto del órgano prácticamente se triplicó debido a la creación del Fondo de Cohesión Territorial del Estado, dotado inicialmente con 29 millones de euros.

## Funciones
En concreto, el Real Decreto 503/2024, de 21 de mayo, establece como sus funciones:
1. La elaboración, y la propuesta e impulso, en el ámbito de competencias de la Administración General del Estado, en colaboración con los demás departamentos ministeriales y las administraciones territoriales, de los objetivos generales, estrategias, planes y actuaciones prioritarias en materia de reto demográfico.
2. La coordinación de los demás departamentos ministeriales y de las administraciones territoriales en materia de reto demográfico, así como el impulso de la colaboración público-privada y la participación ciudadana para la consecución de los objetivos referidos al reto demográfico.
3. Las funciones que la Ley para el Desarrollo Sostenible del Medio Rural de 2007 atribuye a la Administración General del Estado.
4. El fomento, sin perjuicio de las competencias de otros departamentos ministeriales, de la igualdad de oportunidades y la no discriminación por razón de residencia y edad, así como el impulso y salvaguardia, en colaboración con los demás departamentos ministeriales y las administraciones territoriales, de la apropiada prestación de servicios básicos a toda la población, en condiciones de equidad, con especial atención a la infancia, la juventud y las personas mayores.
5. El impulso, sin perjuicio de las competencias de otros departamentos ministeriales, del papel de la mujer en el medio rural, así como de la inclusión sociolaboral de inmigrantes en las zonas en riesgo demográfico.
6. La coordinación de las políticas dirigidas a favorecer la conciliación de la vida familiar y profesional, la corresponsabilidad, la crianza infantil y el desarrollo de los proyectos familiares, especialmente en las zonas más afectadas por los riesgos demográficos, sin perjuicio de las competencias de otros departamentos ministeriales.
7. La coordinación de políticas públicas, en el ámbito de la Administración General del Estado, dirigidas a impulsar la sensibilización, el conocimiento y la formación, desde la infancia y la juventud, y a lo largo de la vida, que pongan en valor el territorio, especialmente de las áreas rurales, y favorezcan el conocimiento y la dinamización de las oportunidades existentes en las zonas afectadas por la despoblación.
8. El fomento, sin perjuicio de las competencias de otros departamentos ministeriales, de la inversión, las oportunidades de empleo, diversificación y desarrollo económico, con el objetivo de fortalecer el tejido socioeconómico en las zonas afectadas por la despoblación.
9. El impulso y fomento, en colaboración con los demás departamentos ministeriales y las administraciones territoriales, del adecuado dimensionamiento de las infraestructuras, servicios y equipamientos necesarios frente al reto demográfico.
10. El impulso y fomento, en colaboración con los demás departamentos ministeriales y las administraciones territoriales, de las políticas orientadas a afrontar el progresivo envejecimiento de la población y otros desequilibrios sociodemográficos.
11. La coordinación de la participación en representación del Ministerio en los organismos internacionales y seguimiento de los convenios internacionales en materia de reto demográfico, sin perjuicio de las competencias del Ministerio de Asuntos Exteriores, Unión Europea y Cooperación.
12. La participación en representación de la Administración General del Estado en organismos internacionales, en Consejos y en grupos de trabajo de la Unión Europea, y en materia de reto demográfico, así como la coordinación y el seguimiento de sus iniciativas en materia de cambio demográfico.
13. La coordinación de estudios e informes en materia de despoblación, envejecimiento, cambio demográfico, impacto demográfico y socioeconómico de las políticas públicas, igualdad de oportunidades, apoyo a la mujer en el entorno rural, fortalecimiento del tejido socioeconómico y del emprendimiento en las zonas afectadas por la despoblación, mejora de los servicios públicos, tecnologías verdes, innovación o digitalización.
14. El seguimiento, análisis y evaluación, desde la perspectiva del reto demográfico, de las normas, planes, programas y políticas públicas de la Administración General del Estado.

## Estructura
De acuerdo con el Real Decreto 503/2024, de 21 de mayo, la Secretaría General posee un dos órganos directivos:
- La Dirección General de Políticas contra la Despoblación.
- El Gabinete Técnico, como órgano de apoyo y asistencia inmediata, que tiene rango de Subdirección General.

## Secretarios generales
- Elena Cebrián Calvo (5 de febrero de 2020-28 de octubre de 2020)[7]
- Francisco Boya Alós (28 de octubre de 2020-presente)[8]